# Protestele din România din 2015
Protestele spontane de stradă din România, numite de către presă Revoluția Colectiv sau Revoluția CTRL ALT DEL, au debutat la începutul lunii noiembrie 2015 în București, în urma tragicului incendiu din clubul Colectiv, ca reacție la modul în care autoritățile acordă licențele și inspectează localurile publice, extinzându-se apoi la întreaga clasă politică, socotită drept principala vinovată pentru problemele sociale în care se află societatea românească din ultimele decenii.
În ziua de 1 noiembrie 2015, în Piața Universității din București a fost organizat un marș de comemorare a victimelor incendiului, marș la care au participat 8.000 de persoane; ulterior mulțimea s-a îndreptat către locul tragediei, unde se mai aflau alte 2.000 de persoane venite să aducă un ultim omagiu celor dispăruți.
Ca urmare a declarației primarului sectorului 4 Cristian Popescu Piedone că nu are ce să-și reproșeze, pentru că, din punctul lui de vedere clubul Colectiv funcționa legal, a fost organizat în ziua de 3 noiembrie 2015, tot în Piața Universității,  un miting pentru demiterea acestuia. Mitingul de la București a început la ora 18:00 și a adunat până în momentul încheierii la ora 1:30 a doua zi 25.000 de persoane. Aceștia au scandat lozinci și au cerut demisia lui Victor Ponta, Gabriel Oprea, dar și lui Cristian Popescu Piedone.
A doua zi, pe 4 noiembrie 2015, la patru zile după incendiul de la clubul Colectiv, Victor Ponta, împreună cu Guvernul României, dar și primarul sectorului 4, Cristian Popescu Piedone, au demisionat.
În ciuda demisiilor anunțate și a declarației lui Victor Ponta care a spus: „Sper ca depunerea mandatului și al guvernului să satisfacă așteptările celor care au protestat”, protestele au continuat și în următoarele zile, extinzându-se și în majoritatea orașelor din țară, dar și în diaspora, mai întâi la Paris și la Londra, apoi și la Roma, Torino, Milano, Madrid, Copenhaga, Berlin, New York etc. În București au ieșit pe străzi peste 30.000 de oameni, strigând „Peste tot corupție, nicăieri justiție”, „Toate partidele, aceeași mizerie”, „Vrem spitale, nu catedrale”, „Colectiv”. S-au cerut alegeri anticipate, dar s-a strigat și împotriva acestei idei - „Vrem dreptate, nu anticipate”. Și în țară, lumea a ieșit pe străzi în număr mare: peste 4.000 la Constanța (unde lumea s-a oprit și în fața restaurantului Beirut, unde au ars într-un incendiu trei tinere), peste 4.000 la Timișoara, peste 3.000 la Cluj, Galați, Craiova, Oradea, Sibiu sau Iași. În Bacău au ieșit peste 1.500 de oameni, iar la Buzău și Alba Iulia peste 1.000, fiind înregistrate proteste mai mici și la Ploiești, Focșani, Deva, Arad, Pitești, Târgu Jiu, Brașov, Botoșani, Hârlău, Vaslui, Piatra Neamț, Bârlad, Brăila.
La o săptămână de la începerea protestelor, acestea au scăzut foarte mult în intensitate. Astfel luni 9 noiembrie, în a șaptea zi consecutivă de proteste, în Piața Universității din București s-au adunat aproximativ 400 de oameni, care nu au mai scandat și mai mult au discutat între ei.
În 10 noiembrie 2015, la orele 17:00, președintele Klaus Iohannis l-a desemnat pe Dacian Cioloș drept prim-ministru al României, însărcinându-l cu formarea unui guvern de tehnocrați. În urma acestei decizii, în cea de-a opta zi de la începerea lor, protestele de stradă au încetat.

## Legături externe
- Ultimele știri din presa românească despre „Protestele din România” la Newskeeper
- REVOLUTIA COLECTIV(A) - Care sunt principalele revendicari ale protestatarilor Arhivat în 4 martie 2016, la Wayback Machine., infomm.ro, accesat pe 6 noiembrie 2015
- O noua generatie, o noua democratie - Revolta tinerilor din Romania Arhivat în 5 martie 2016, la Wayback Machine.